# Afroccidens
Afroccidens är ett släkte av insekter. Afroccidens ingår i familjen dvärgstritar.
Kladogram enligt Catalogue of Life:
| Afroccidens | \| \| Afroccidens allopatrica \| \| \| \| \| \| Afroccidens lodosi \| \| \| \| \| \| Afroccidens polleti \| \| \| \| \| \| Afroccidens sympatrica \| \| \| \| |
|             | \| \| Afroccidens allopatrica \| \| \| \| \| \| Afroccidens lodosi \| \| \| \| \| \| Afroccidens polleti \| \| \| \| \| \| Afroccidens sympatrica \| \| \| \| |
|             | Afroccidens allopatrica |
|             | |
|             | Afroccidens lodosi |
|             | |
|             | Afroccidens polleti |
|             | |
|             | Afroccidens sympatrica |
|             | |